# Клятва наркому (песня)
«Клятва наркому» — патриотическая песня для баса, хора и фортепиано советского композитора Дмитрия Шостаковича, созданная в 1941 году в первые месяцы Великой Отечественной войны. Она была написана на слова поэта Виссариона Саянова, и отмечена влиянием знаменитой песни «Священная война» композитора Александра Александрова на стихи Василия Лебедева-Кумача. Эти два сочинения музыковеды относят к появившимся в период войны, так называемым «мобилизационным песням». Центральный образ сочинения Шостаковича занимает «народ», который даёт торжественную клятву сражаться с врагом, в ней присутствует торжественное обещание в преданности, верности Родине. Величественная музыка передаёт призыв к подвигу, единению в борьбе, уверенности в скорой победе над захватчиками. Партия солиста состоит из темы широкого, распевного характера, в музыкальном плане она отмечена ровными длительностями в размеренном, поступательном движении. Хору переданы стихи лозунгового характера, в музыке преобладают мажорные интонации оптимистического склада.
После ХХ съезда КПСС, состоявшегося в 1956 году, текст стихотворения Саянова, как и многие другие, где упоминался Иосиф Сталин, был переработан, из него было убрано обращение к Народному комиссару обороны, а сама песня стала называться по первому стиху — «Великий день настал…»
Первые два куплета:
Великий день настал, и вышли миллионы
На беспощадный бой за Родину свою.
Клянётся вся страна наркому обороны:
Мы выполним приказ, мы победим в бою.
Клянёмся победить и, мужество утроив,
На море, на земле и в небе бить врагов.
Нам приказал нарком, и встал народ героев,
И станут наши дни легендою веков.

## История
Великая Отечественная война застала Дмитрия Шостаковича в Ленинграде, где он преподавал в классе композиции Ленинградской консерватории, а также работал в должности председателя государственной экзаменационной комиссии на фортепианном факультете. 22 июня в 10 часов утра как обычно пунктуальный и педантичный Шостакович прибыл в консерваторский Малый зал имени А. К. Глазунова для проведения государственного выпускного экзамена. Однако обычной процедуре прослушивания помешало сообщение о начале войны, в связи с чем экзамены были прерваны. С началом военных действий композитор несколько раз обращался c просьбами, чтобы его зачислили в армию, но ему постоянно отказывали. После одного из таких прошений его назначили руководителем музыкальной части формирующегося в это время театра народного ополчения, где ведущую группу составили исполнители Большого драматического театра. Главным режиссёром этого учреждения был назначен актёр Николай Черкасов. Музыкальная часть была представлена композитором Юрием Левитиным, композитором и пианистом Николаем Коганцевым, певцом Ефремом Флаксом и др. Театр дал первое представление 23 июля 1941 года в Ленинграде. Важное место в его деятельности отводилось выступлениям перед бойцами прифронтовых частей. В этот период многие советские композиторы обратились к песенной форме. Стали активно издаваться песенные сборники, создавались армейские ансамбли, участники которых обращались к музыкантам с просьбой осуществить аранжировки для различных инструментальных составов. Подобные заказы передавались композиторам для инструментального переложения в сжатые сроки. Такие переложения делал и Шостакович, но в основном на него была возложена задача отсеивать малопригодный материал, а также отбирать наиболее примечательные произведения для последующего распространения. В этом качестве он занял позицию непринятия малохудожественных сочинений и решительно критиковал композиторов в работах которых присутствовали следы «явной спешки, торопливости, недоделанности и невысокого качества…»
В июне 1941 года была впервые исполнена песня «Священная война» композитора Александра Александрова на стихи Василия Лебедева-Кумача, ставшая знаменитой, как один из символов войны. Это патриотическое сочинение привлекло внимание Шостаковича, и, находясь под её впечатлением, он создал песню «Клятва наркому» на стихи поэта Виссариона Саянова. По словам Софьи Хентовой, известного биографа композитора, обе эти песни подобны «по характеру и типичны для откликов на первые дни войны». В музыковедении, за этими и сходными по своему характеру музыкальными произведениями, закрепилось общее название — «мобилизационные песни». Музыковед Арнольд Сохор писал, что «песни мобилизации» характеризуются содержащимся в них обращением ко всему советскому народу, призывом бороться с врагом, а также в них присутствует торжественная клятва в преданности, верности Родине. Кроме «Священной войны» и «Клятвы наркому», примерами таких работ могут служить следующие песни: «Идут бесстрашные полки» Шостаковича, «За великую землю советскую» и «В поход!» Александрова, «Ударом на удар» и «Встаёт разгневанный народ» Сергея Острового, «На врага, за Родину вперёд!» Исаака Дунаевского, «Будет Гитлеру конец» Рейнгольда Глиэра, «Песня смелых» Виктора Белого и целый ряд других. Кроме этой песни Шостакович создал в период войны ещё ряд военно-патриотических песен: «Идут бесстрашные полки», «Чёрное море», «Заздравную песню о Родине», «Песню о фонарике», а также совместно с Арамом Хачатуряном — «Песню о Красной армии».
В июле 1941 года Политическое управление Краснознамённого Балтийского Флота (ПУБАЛТ) приняло решение о создании творческой группы композиторов, на которых возлагалась задача «отразить в музыкальных произведениях героические дела, жизнь и быт балтийских моряков с целью создания репертуара для флотских исполнительских коллективов и художественной самодеятельности». Руководителем этой группы был назначен композитор и скрипач Лев Круц, занимавший должность ответственного секретаря Ленинградского союза композиторов. В период с 1941 по 1944 год вышло 12 таких сборников, в каждом из которых присутствовало от 9 до 12 песен с фортепианным аккомпанементом. Для первого сборника президиум Ленинградской композиторской организации отобрал для премирования восемь военных музыкальных сочинений, имеющих «большую художественную ценность» и созданные в первые три месяца войны. К лучшим песням были отнесены работы композиторов Виктора Витлина, Юрия Кочурова, Давида Прицкера, Виктора Томилина, Марка Фрадкина, Леона Ходжа-Эйнатова, Михаила Юдина и Шостаковича. Отобранные песни были помещены в первый сборник «Песни Краснознамённой Балтики», подписанный в печать 1 сентября 1941 года. Маргарита Ожигова, работавшая в то время в издательстве Музгиз главным редактором и директором, вспоминала, что на редакционном совете, где обсуждалось включение песни в сборник, возникли жаркие споры и большинство выступило против. Так, противником публикации выступил Александр Анисимов, занимавший должность художественного руководителя Ансамбля песни и пляски Ленинградского военного округа. Он отметил, что песня разительно отличается от предшествующего творчества Шостаковича, что видимо вызвано тем, что после «исторических постановлений», в которых сочинения композитора осуждались как воспроизводящие звуки бетономешалок и камнедробилок, он испугался и впал в другую крайность — примитивизм. На это резко возразила Ожигова: «Что бы вы тут ни говорили, пока я возглавляю Музгиз, каждая нота, написанная гениальным композитором, будет напечатана». К неудовольствию членов редсовета она настояла на своём и выписала гонорар в размере 1000 рублей за «Клятву наркому». Это была очень крупная сумма для песни, так как обычно в таких случаях вознаграждение составляло около 100 рублей. Бухгалтер пытался возразить, что не может выплатить такой крупной суммы, но Ожигова поставила на ведомости вторую подпись, и ему пришлось подчиниться. После этого композитор с семьёй был эвакуирован из Ленинграда. В 1960-е годы Ожигова встретилась с Шостаковичем и он поблагодарил её за выплаченный гонорар: «Если бы ты знала, как меня тогда выручили эти деньги! Ведь я летел на Большую землю без копейки в кармане!»
Песня неоднократно исполнялась и записывалась в различных вариантах и аранжировках. В 1950-м году немецкоязычная версия песни под названием «Клятва Сталину» (нем. Schwur an Stalin) был записан Эрнстом Бушем в составе альбома «К 70-летию Сталина». После состоявшегося в 1956 году ХХ съезда КПСС текст стихотворения Саянова, как и многие другие, где упоминался Сталин, был переработан, а сама песня стала называться по первому стиху — «Великий день настал…» При публикации в 1957 году сборника «Д. Д. Шостакович. Песни» переработка затронула в первую очередь последнюю строфу, а в первой был убран заглавный образ Народного комиссара обороны СССР Семёна Константиновича Тимошенко, который занимал эту должность с мая 1940 года по июль 1941 года. В связи с этим, первоначальная строка «Клянётся вся страна наркому обороны» была изменена на «Клянётся вся страна, вставая под знамёна».

## Анализ и критика
Характер музыкального произведения был предопределён особенностями стихотворного текста Саянова, написанного шестистопным стихотворным ямбом, для которого характерна торжественная, плавная ритмическая структура и некоторая медлительность подачи материала, вызванного длинной стиха. Центральный образ композиции занимает «народ», который даёт торжественную клятву сражаться с врагом. Величественная музыка передаёт призыв к подвигу, единению в борьбе, уверенности в скорой победе над захватчиками. Хору переданы стихи лозунгового характера, в песни преобладают мажорные интонации оптимистического характера. При анализе произведения Хентова отметила следующие его особенности:
Истоки музыкального склада — гимны с присущими жанру патетикой, величественностью, возвышенные хоралы. Круг выразительных средств неширок. Детализация отсутствует. Бодрый характер создаётся устойчивым до мажором с подчёркнутой тонической основой. Крайне простой мелодический рисунок зиждется на повторности идентичных элементов. Темп явно нетороплив: автор не обозначил его, по-видимому считая предельно ясно выраженным самой музыкой.
Партия солиста состоит из темы широкого, распевного характера, в музыкальном плане она отмечена ровными длительностями в размеренном, поступательном движении. Мелодика солиста местами приобретает более энергичный вид в связи с использованием композитором пунктирного ритма некоторых интонаций фраз. В тексте первого куплета песни упоминается обязательство о выполнении «приказа» под которым следует понимать Указ Президиума Верховного Совета СССР от 22.06.1941 года о мобилизации военнообязанных по четырнадцати военным округам: «Мобилизации подлежат военнообязанные, родившиеся с 1905 по 1918 год включительно. Первым днём мобилизации считать 23 июня 1941 года». В песне первый день начала войны назван «великим», что, как неоднократно отмечалось, с учётом трагичности военных событий является довольно необычным: «Но общее настроение и „плакатный“ стиль текста, наличие привычных поэтических клише отвечали идее призыва к борьбе». Писатель Виктор Суворов в книге «День М. Когда началась Вторая мировая война?», в рамках своей концепции усматривает в эпитете «великий» намёк на наступательный характер войны со стороны СССР в отношении Третьего Рейха, что, по его мнению, свидетельствует о намерениях советского руководства по захвату европейских государств. Он полагает, что эта песня, как и ряд других в том же духе, была написана ещё до войны, но положена в «мобзапас», будучи до поры до времени забыта.
В работе «Русская советская песня» музыковед Сохор, находил сходство «Клятвы наркому» с песней «Священная война» и указывал, что для обоих этих патриотических произведений начального периода войны характерен «ясный акцент на значительности происходящих событий, на серьёзности и историческом величии того момента, когда весь народ встает на бой». В неоконченной статье советского музыковеда Александра Рабиновича «Музыкальная эмблема Отечественной войны», посвящённой песне «Священная война», сочинение Шостаковича характеризуется как сильная и величественная. Тот же автор отмечает, что оба эти произведения написаны в трёхдольном размере, что не соответствует традиционным ритмам военных песен: «Быть может, это помогло авторам преодолеть некоторые тормозящие штампы, как, например, маршевые штампы и штамп условно-казачьего „стиля“…» Хентова также останавливается на необычном размере песни, её маршевом, пафосном характере: «Трёхдольность не снимает маршевости, а даже делает её более энергичной». Кшиштоф Мейер отнёс данное произведение к числу «сопутствующих», поместив его в ряд значительных произведений периода войны композитора и имеющих, по его мнению, проходной, второстепенный характер в творчестве Шостаковича.